# Višeslav Sarić
Višeslav Sarić (Split, 3. veljače 1977.), hrvatski vaterpolist. 
Sudjelovao na ovim velikim natjecanjima: europskom prvenstvu 1999., OI 2000. i Sredozemnim igrama 2001. Igrao u POŠK-u. 
Kapetan hrvatske juniorske reprezentacije koja je u Havani postala svjetski prvak 1997. godine.